# 이엔에프테크놀로지
이엔에프테크놀로지(ENF TECHNOLOGY Co. Ltd.)는 대한민국의 반도체와 디스플레이 제조 공정에 쓰이는 특수 화학제품을 제조·판매 기업이다. 본사는 경기도 용인시 기흥구 탑실로35번길 14 한국알콜산업그룹빌딩에 위치해 있으며 대표이사는 지용석이다.

## 상장
2009년 5월 28일에	공모가 5,500원에 코스닥에 상장하였다.

## 같이 보기
- 한국알콜산업

## 참고문헌
1. ↑  김혜란, 이엔에프테크,이익 최대 변수는'프로필렌옥사이드', 더벨, 2022-03-24
2. ↑  이엔에프테크놀로지, 특수 화학제품 제조사, 아이투자, 2023-03-07
3. ↑  이엔에프테크놀로지, 미국 첫 반도체 소재 공장 가동, ET뉴스, 2022-06-16